# Beauty No. 2
Beauty No. 2 es una película vanguardista realizada el año 1965, dirigida por el artista estadounidense Andy Warhol y protagonizada por Edie Sedgwick y Gino Piserchio. Chuck Wein también tiene una función en la película pero nunca aparece en pantalla. Wein montó el guion y está también acreditado como ayudante de dirección.

## Sinopsis
La película únicamente tiene un punto de vista fijo que muestra una cama con dos personajes: Sedgwick y Piserchio. Los espectadores de la película pueden oír a Chuck Wein haciendo preguntas a Sedgwick, pero siempre fuera de enfoque de la cámara.
Sedgwick usa como vestido un sujetador de encaje y bragas, mientras que Piserchio, lleva calzoncillos, besa y coquetea con ella. Wein hace preguntas a Sedgwick según parece diseñadas para acosar y molestarla. Piserchio, no importa, es más o menos un espectador que no interactúa con Wein.
El diálogo y preguntas se crean a partir de la improvisación y el sonido es inconexo todo el tiempo. El clímax de la película alcanza su único punto cuando Sedgwick se enoja y lanza un cenicero de cristal contra Wein, rompiéndolo.

## Recepción
Beauty No. 2 se rodó en junio de 1965 y el estreno tuvo lugar el 17 de julio de 1965 en la Cinematheque at the Astor Place Playhouse de Nueva York. Las críticas fueron generalmente positivas, con algunas de ellas que compararon la presencia en la pantalla de Edie Sedgwick con la de Marilyn Monroe.